# Piedra de entintar

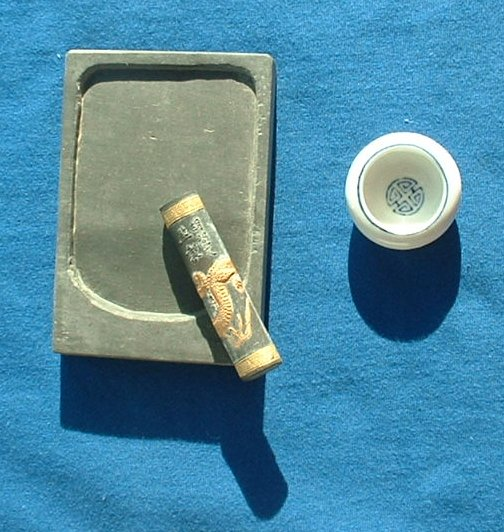
Piedra de entintar con barra de tinta.

Una piedra de entintar es un material de papelería tradicional chino. Es un mortero de piedra para la trituración y contención de tinta. Además de piedra, las piedras de entintar también se fabrican con arcilla, bronce, hierro y porcelana. El dispositivo evolucionó a partir de una herramienta para frotar tintes que data de hace entre 6.000 y 7.000 años.

## Historia

### Historia temprana
La piedra de entintar es de origen chino y se utiliza en caligrafía y pintura. Las piedras de entintar existentes datan de la antigüedad temprana en China.
El dispositivo evolucionó a partir de una herramienta para frotar tintes que data de hace entre 6.000 y 7.000 años. La piedra de entintar más antigua excavada data del siglo III a. C. y fue descubierta en una tumba ubicada en la moderna Yunmeng, Hubei. El uso de la piedra de entintar se popularizó durante la dinastía Han.

### Dinastías Tang, Song y Yuan

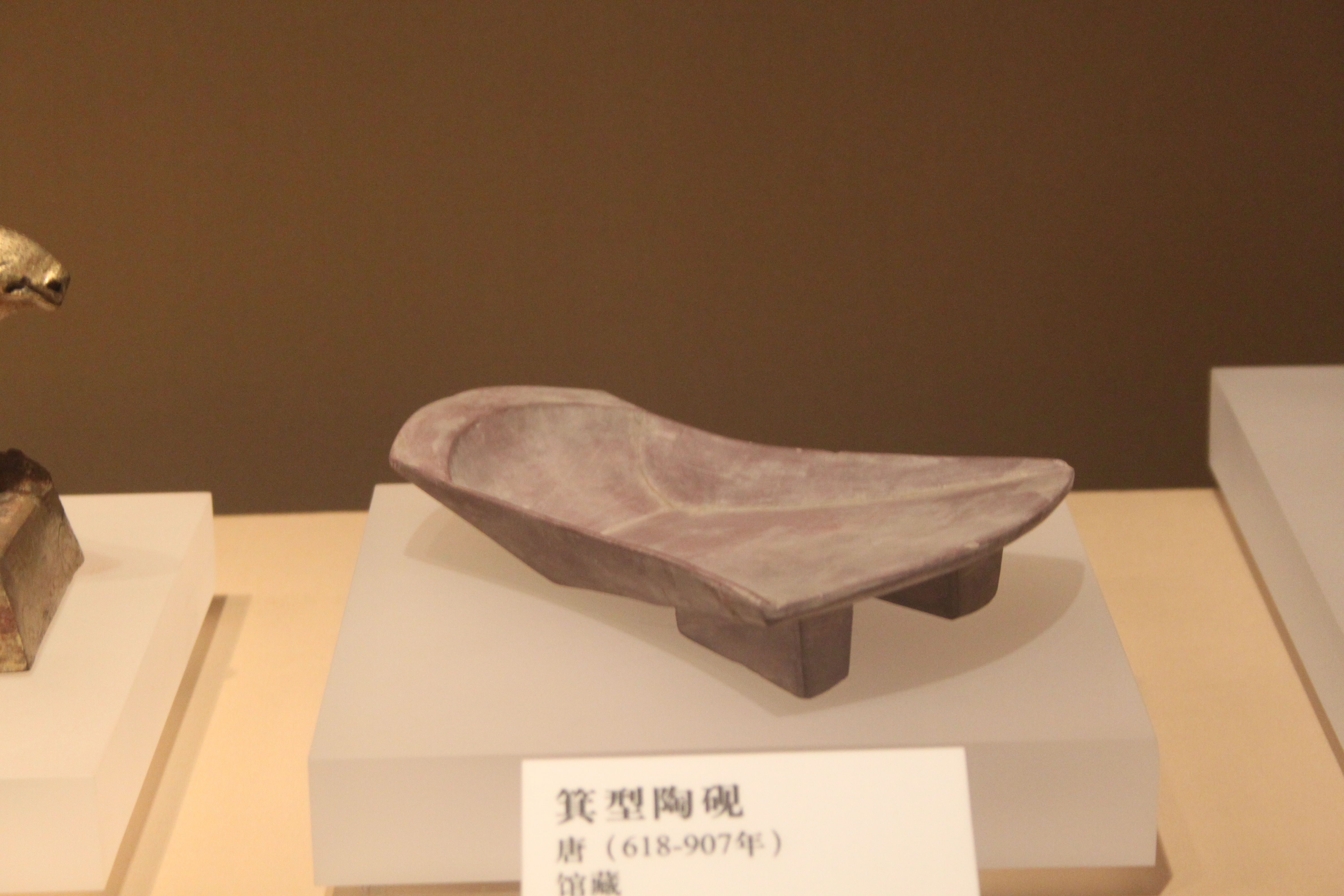
Piedra de entintar, dinastía Tang

Estimulada por la economía social y la cultura, la demanda de piedras de entintar aumentó durante la dinastía Tang (618–905) y alcanzó su apogeo en la dinastía Song (960–1279). Las piedras de entintar de la dinastía Song pueden ser de gran tamaño y, a menudo, muestran una talla delicada. Las piedras de entintar de la dinastía Song también pueden presentar aspereza en su acabado. Los diseños de dragones de la época a menudo revelan una interpretación casi humorística; los dragones a menudo parecen sonreír. Por el contrario, a partir de la posterior dinastía Yuan, los dragones muestran una apariencia feroz.

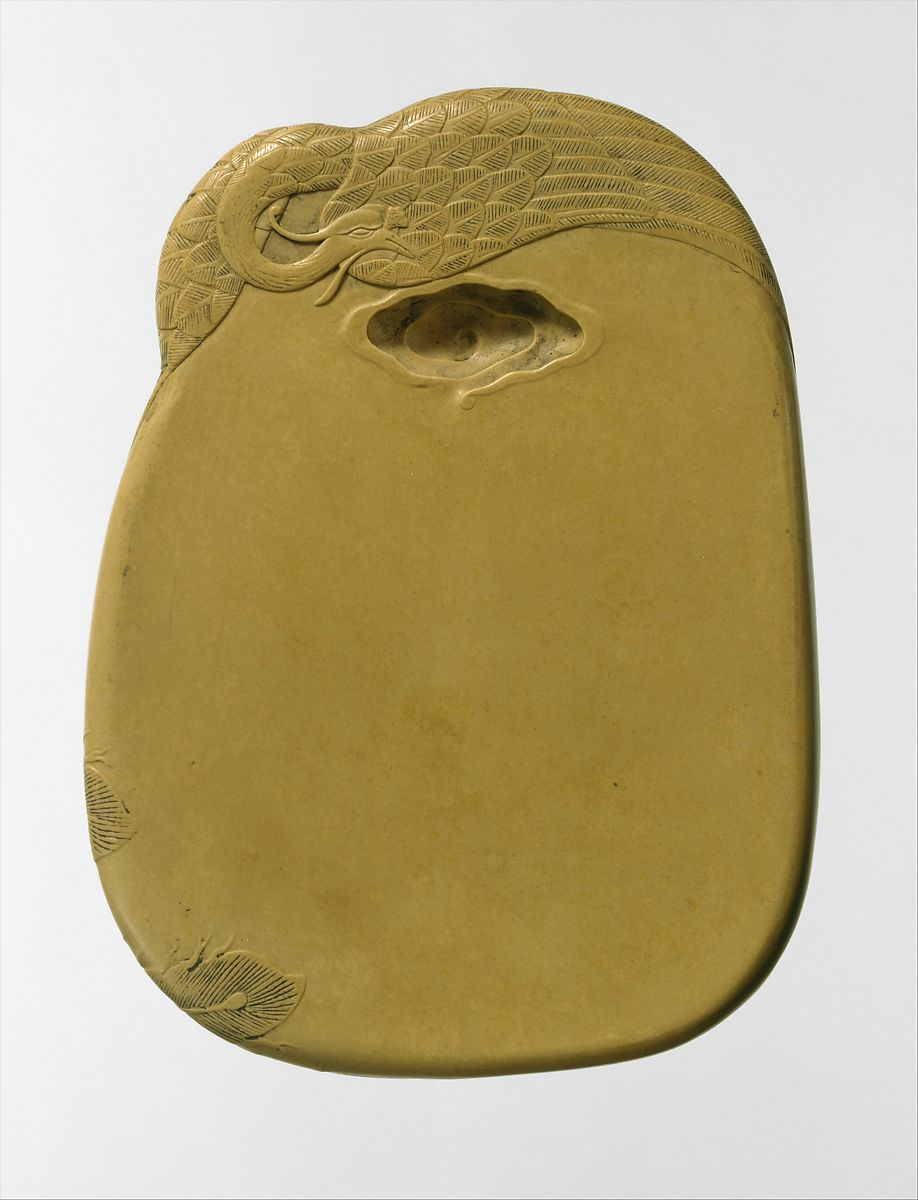
Piedra de entintar con diseño de fénix, atribuida al artesano de la dinastía Qing, Gu Erniang

### Dinastía Qing
La transición al gobierno civil bajo el emperador Kangxi en 1681 vio un aumento en la producción imperial de piedra de entintar. Las piedras de entintar a menudo se regalaban, probablemente en parte para ayudar a conectar la cultura literaria china existente con la nueva cultura imperial manchú.
El emperador Qianlong hizo catalogar su propia colección imperial de piedras de entintar en un compendio de veinticuatro capítulos titulado Xiqing yanpu (Hsi-ch'ing yen-p'u). Muchas de estas piedras de entintar se encuentran en la colección del Museo Nacional del Palacio de Taipei.
Los emperadores de la dinastía Qing a menudo hacían sus piedras de entintar con piedras Songhua, pero esta elección no era popular fuera del taller imperial. El diseño en piedra de entintar fuera del palacio se desarrolló en gran medida en paralelo con el diseño en piedra de entintar imperial, aunque ocasionalmente se cruzaban. Gu Erniang fue el fabricante de piedras de entintar más famoso entre los eruditos chinos a principios de la dinastía Qing. Los registros indican que sus piedras de entintar eran elegantes y relativamente simples, como era el estilo preferido en ese momento. Sin embargo, a finales de la dinastía Qing, el mercado de la piedra de entintar se había inclinado a favorecer diseños muy complejos y novedosos.

## Material y construcción
Las piedras de entintar se pueden fabricar con diversos materiales, como cerámica, madera lacada, vidrio o ladrillos viejos. Sin embargo, normalmente están hechas con piedras recolectadas específicamente para la fabricación de piedras de entintar. Diferentes piedras producen tinta de diferente calidad; como tal, el material de una piedra de entintar es fundamental para su funcionalidad. Los coleccionistas buscan mucho las piedras de entintar hechas de piedras de canteras específicas y de cuevas específicas dentro de esas canteras.

### Calidad de las piedras de entintar

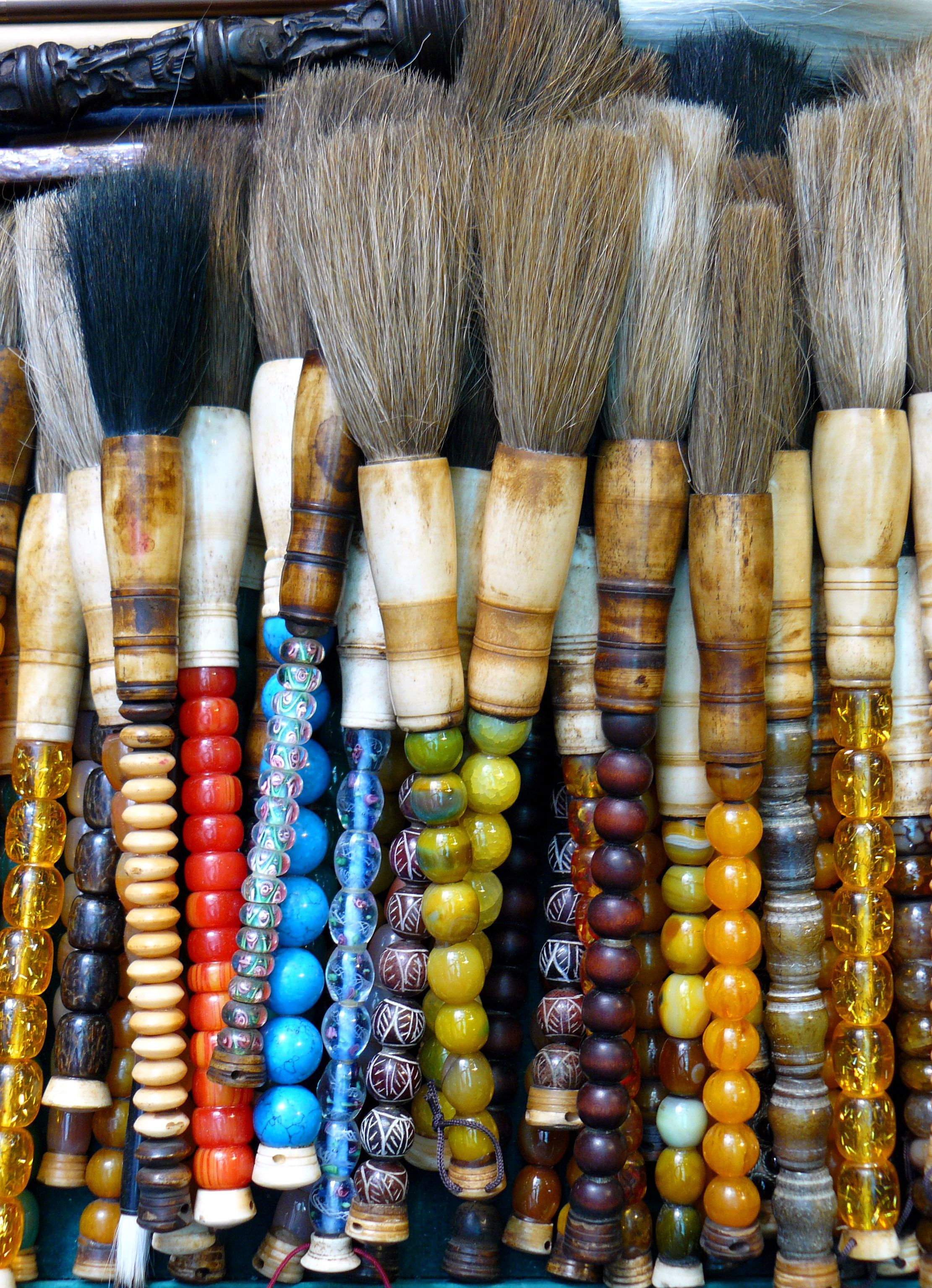
Pinceles de tinta de distintas medidas y materiales.

Para fabricar piedras de entintar se utilizan principalmente dos tipos de roca:
- Rocas eruptivas submarinas, como la famosa piedra china duānxī (端溪), en japonés tankei端渓 ;
- Rocas sedimentarias como piedra shexian, en japonés kyūjū歙州.

La piedra de tinta consta de una parte plana llamada “colina” (qiū [丘] o gāng [冈]; oka [丘] o [岡] en japonés), y una parte hueca “el mar”, hǎi, 海 (umi en japonés) destinado a recoger la tinta creada.
Una piedra de tinta es más apreciada por el grano, la textura o incluso el sonido que produce cuando la barra de tinta se frota contra ella con un movimiento circular:

Si golpeas la piedra que cuelga de un gancho con un golpe fuerte con el dedo, debería producir un sonido hermoso y claro”. Y también: “Una buena piedra se distingue ante todo por la finura y regularidad de su veta. Tiene una suavidad y dulzura que sientes cuando la acaricias con la palma de tu mano. Tiene un brillo satinado. Gracias a estas cualidades, recoge la tinta al pasar la barra sobre ella, acelerando el proceso de trituración y produciendo una tinta fina y densa. También se dice que una parte infinitesimal de su veta pasa a la tinta, dándole una pátina superior. En una piedra demasiado dura, labarra no se agarra sino que se empuja, resbala; el pulido se hace de forma irregular y la tinta es menos bonita...
J.-F. Billeter

Las mejores piedras siempre proceden de las canteras chinas de la orilla sur del Xijiang, en la provincia de Cantón. Pero extraer estas piedras era peligroso y agotador, ya que normalmente se encontraban en cuevas especialmente afectadas por violentas inundaciones. Incluso hoy en día, muchas minas siguen en funcionamiento, y las piedras más antiguas, de más de cien años, también conocidas como guyàn / ko-ken (古硯), son mucho más buscadas que las más nuevas conocidas como xinyàn/shin-ken (新硯). Algunas regiones de Japón también producen piedras de buena calidad.
Un principiante puede utilizar piedras muy simples, que luego pueden actualizarse a piedras de tinta de mayor calidad a medida que progresa.

### Cuatro piedras de entintar famosas
Cuatro tipos de piedras de entintar chinas se destacan especialmente en la historia del arte de las piedras de entintar y se conocen popularmente como las "Cuatro piedras de entintar famosas".
1. Piedras de entintar Duan se producen en Zhaoqing, provincia de Cantón, y deben su nombre a la prefectura de Duan que gobernó la ciudad durante la dinastía Tang.[10] La piedra Duan es una toba volcánica, comúnmente de color púrpura a rojo púrpura. Hay varias marcas distintivas, debido a diversos materiales rocosos incrustados en la piedra, que crean diseños únicos y ojos de piedra (inclusiones) que tradicionalmente se valoraban en China.[10] Durante la dinastía Song se extrajo una variedad verde de la piedra. Las piedras de entintar Duan se clasifican cuidadosamente según las minas (k'eng) de las que se excavó la piedra en bruto. Algunas minas estuvieron abiertas sólo durante períodos discretos de la historia. Por ejemplo, la mina Mazukeng se abrió originalmente durante el reinado de Qianlong (1736-1795), aunque se reabrió en los tiempos modernos.
2. Piedras de entintar de She provienen del She Xian (provincia de Anhui) y del Wuyuan (provincia de Jiangxi). Ambos condados estaban bajo jurisdicción de la antigua Prefectura She de Huizhou durante la dinastía Tang cuando se fabricó por primera vez la piedra de entintar She. Esta piedra es una variedad de pizarra y, al igual que la piedra Duan, se clasifica según las distintas minas de las que se obtuvo históricamente. Tiene un color negro y también muestra una variedad de marcas doradas.[11] Las piedras de entintar se utilizaron por primera vez durante la dinastía Tang.[11]
3. Piedras de entintar Tao(he) están hechos de piedras que se encuentran en el fondo del río Tao en la provincia de Gansu.[4] Estas piedras de entintar se utilizaron por primera vez durante la dinastía Song y rápidamente se volvieron deseadas.[12] Tiene marcas distintas, como bandas de ondulaciones con diferentes tonos.[12] La piedra es cristalina y parece jade. Estas piedras se han vuelto cada vez más raras y difíciles de encontrar. Se puede confundir fácilmente con una piedra Duan verde, pero se distingue por su naturaleza cristalina.
4. Piedras de entintar Chengni son piedras de entintar fabricadas con cerámica. Este proceso comenzó en la dinastía Tang y se dice que se originó en Luoyang, Henan.

## Uso
La tinta china tradicional se solidifica en barras de tinta. Por lo general, se aplica un poco de agua sobre la piedra de entintar (mediante un gotero para controlar la cantidad de agua) antes de colocar el extremo inferior de la barra de tinta sobre la superficie de pulido y luego se muele gradualmente para producir la tinta.
Se agrega gradualmente más agua durante el proceso de pulido para aumentar la cantidad de tinta producida; el exceso fluye hacia el depósito de la piedra de entintar, donde no se evaporará tan rápido como en la superficie plana de pulido, hasta que se haya producido suficiente tinta para ese propósito. en cuestión.
Los chinos muelen la tinta con un movimiento circular con el extremo plano sobre la superficie, mientras que los japoneses empujan un borde del extremo de la barra de tinta hacia adelante y hacia atrás.
El agua se puede almacenar en una cavidad de retención de agua en la propia piedra de entintar, como fue el caso de muchas piedras de entintar de la dinastía Song (960-1279). La cavidad de retención de agua o depósito de agua con el tiempo se convirtió en un depósito de tinta en piedras de entintar posteriores. Por lo general, el agua se guardaba en un recipiente de cerámica y se rociaba sobre la piedra de entintar. La piedra de entintar, junto con el pincel de tinta, la barra de tinta y el papel Xuan, son los cuatro instrumentos de escritura conocidos tradicionalmente como los Cuatro Tesoros del Estudio.

## Galería

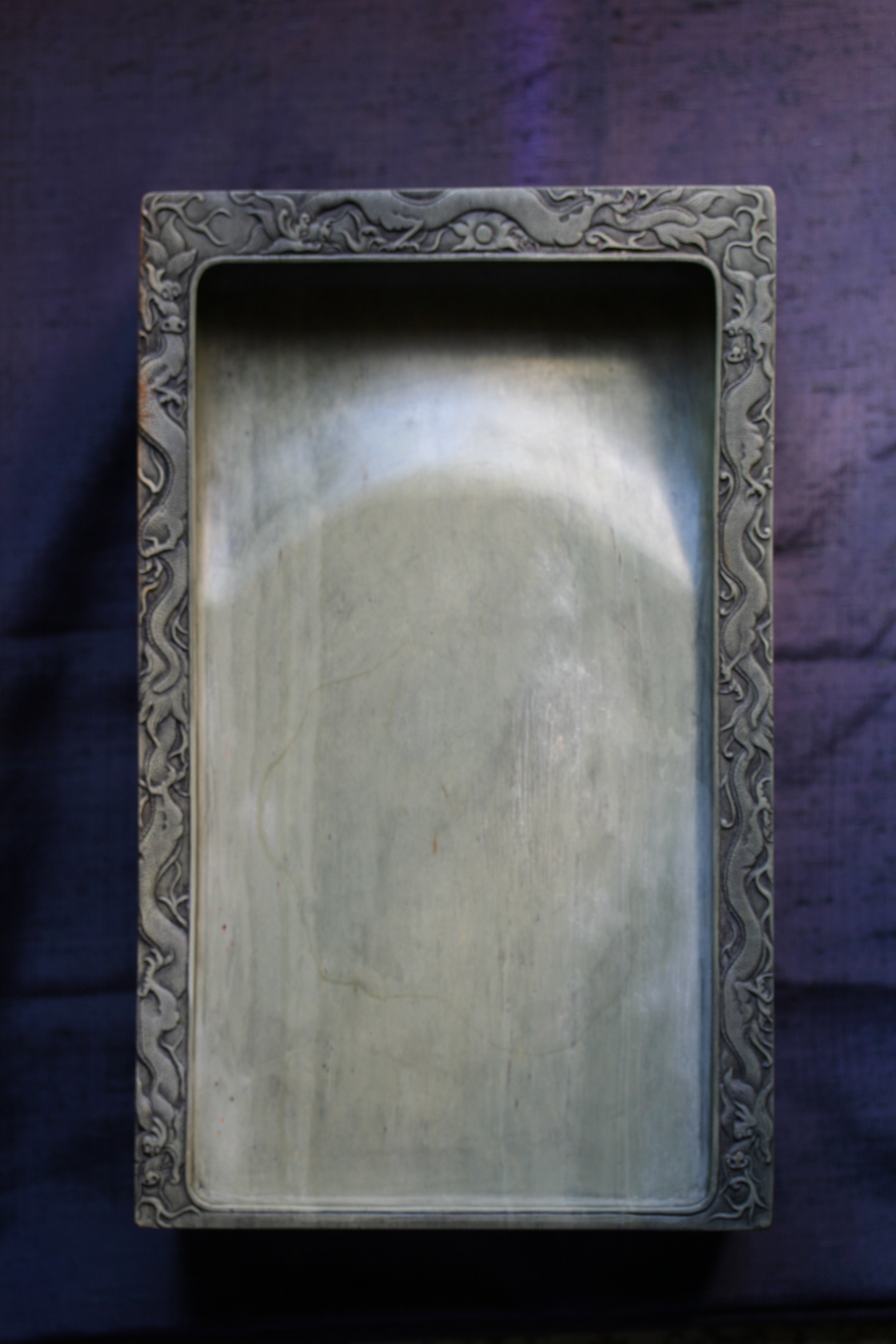
Piedra de entintar verde Duan de la dinastía canción, Porcelana(Colección Nantoyōsō,Japon)
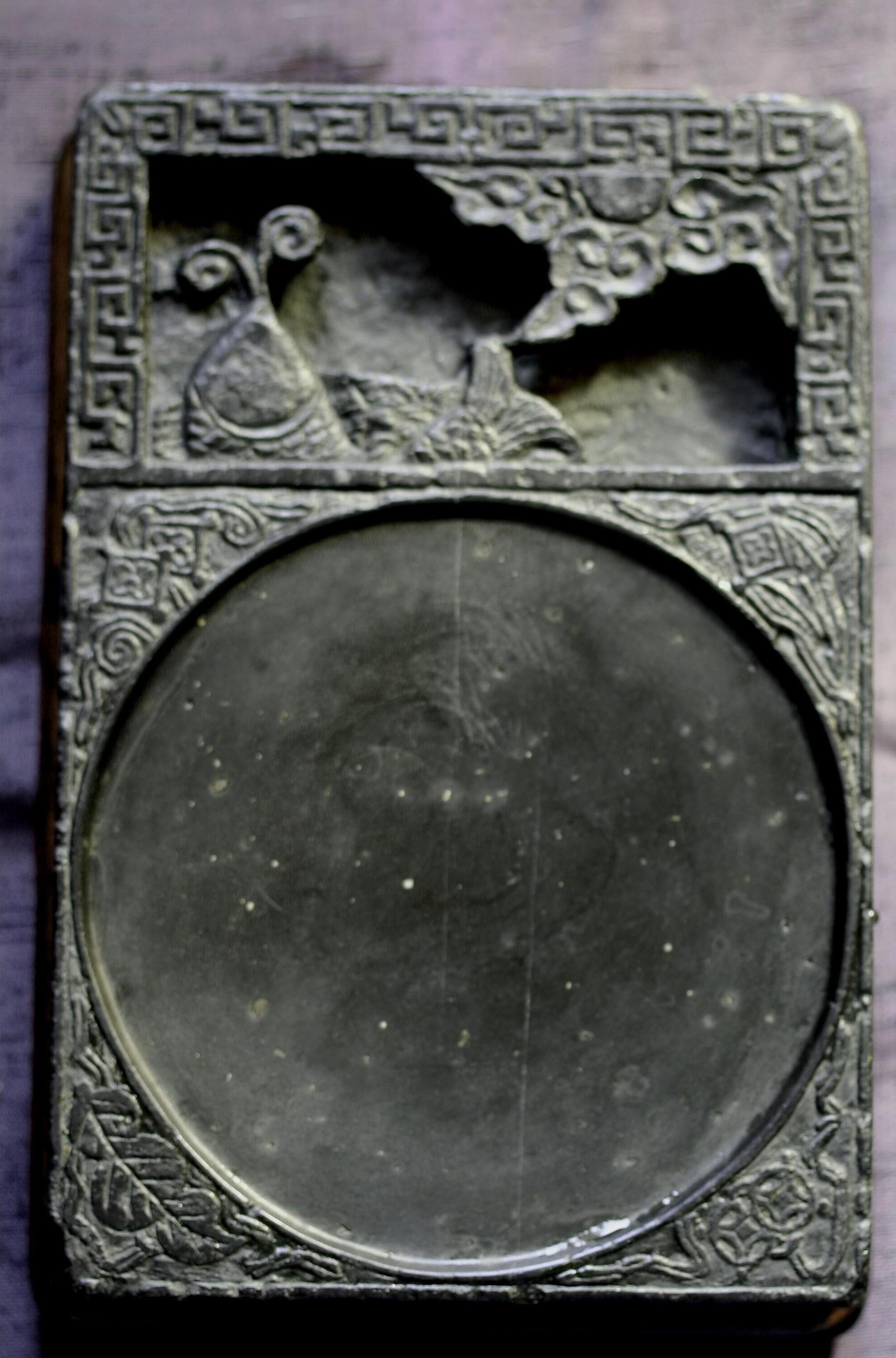
Piedra de entintar de la dinastía Song, China (Colección Nantoyōsō, Japón)
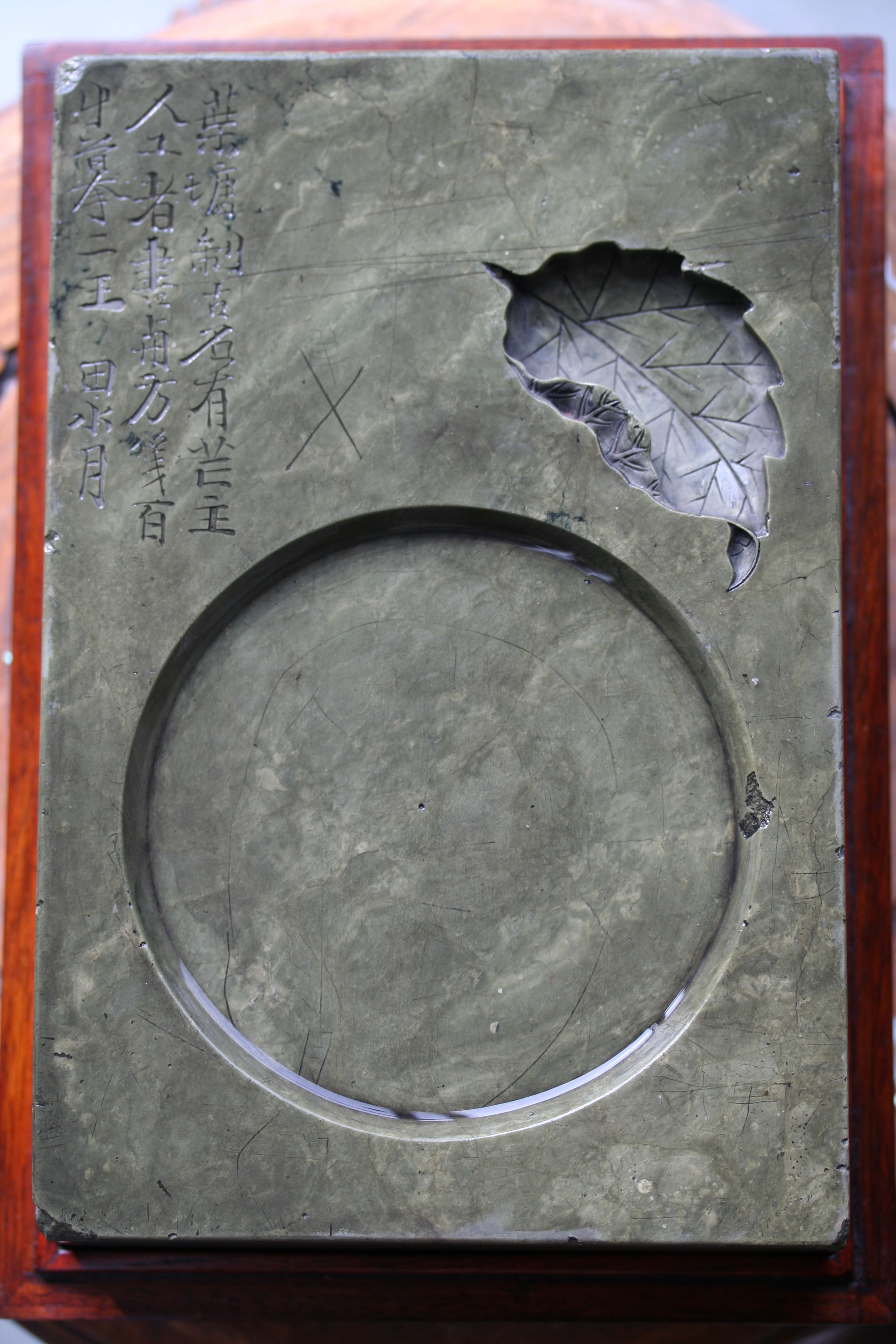
Piedra de entintar Taohe de la dinastía Song, China, con inscripción de la dinastía Ming (Colección Nantoyōsō, Japón)
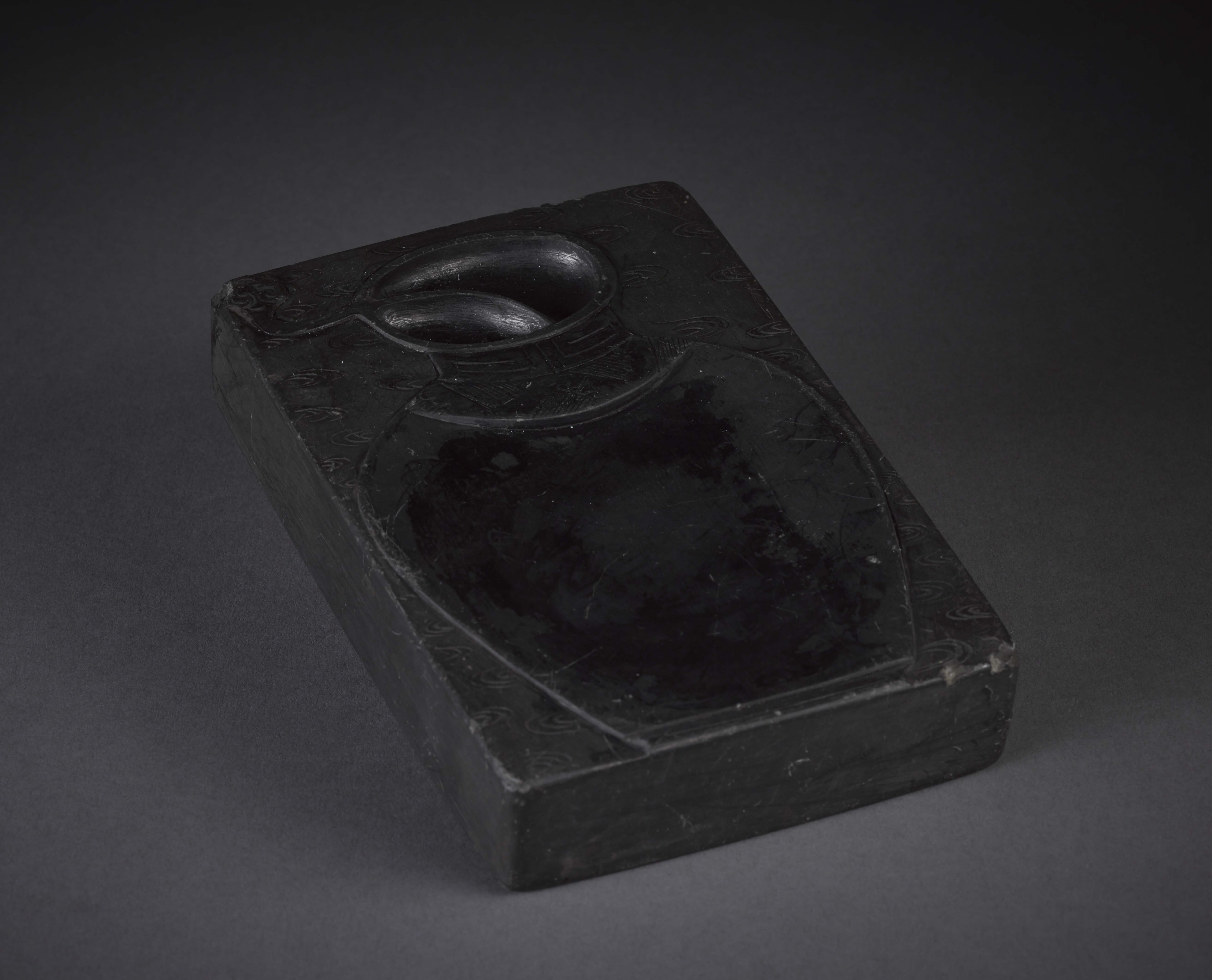
Piedra de entintar con patrón de jarra, c. 1800–1894, de los archivos del Oxford College de la Universidad Emory
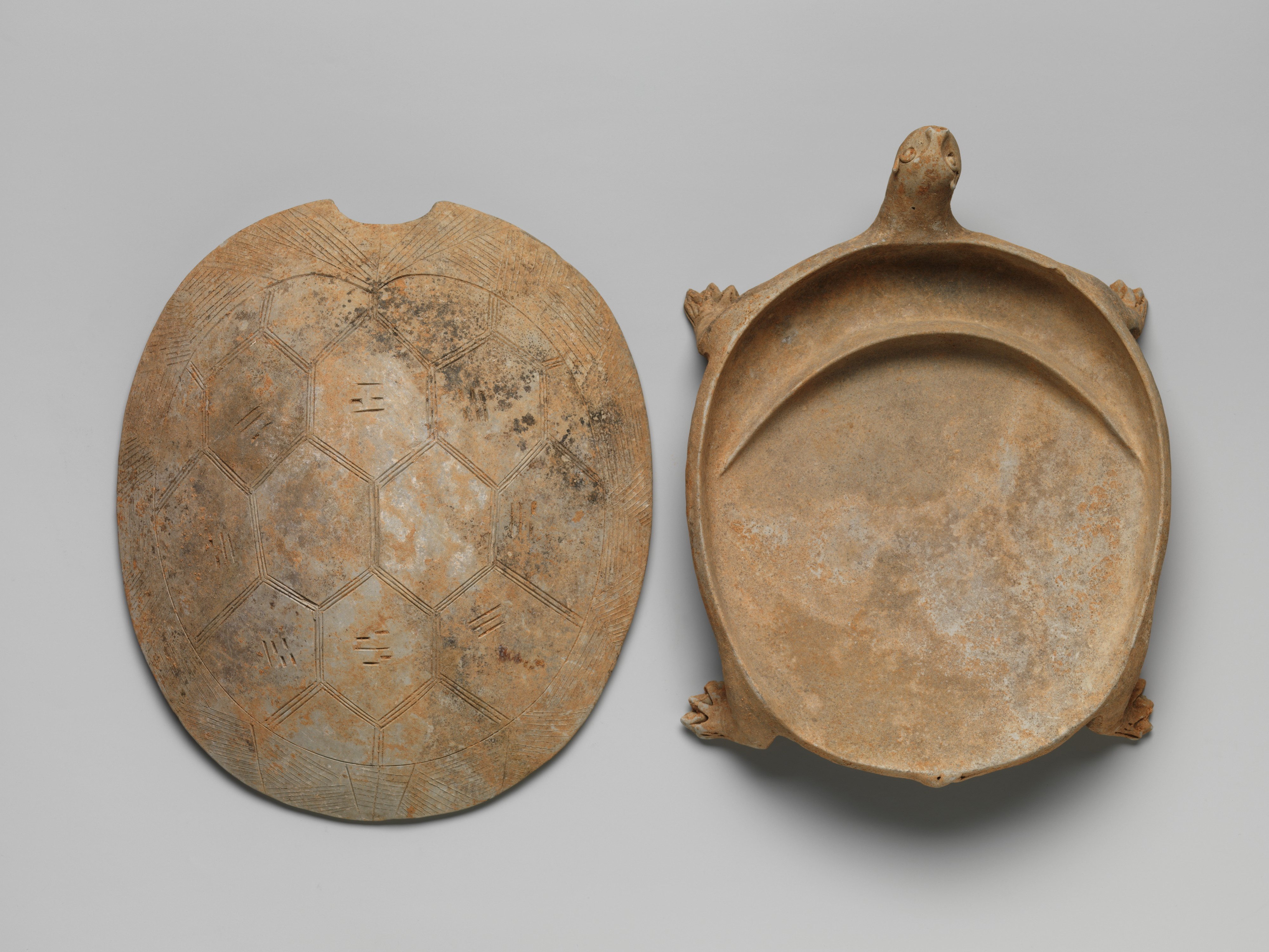
Piedra de entintar de loza y tapa en forma de tortuga, ca. Siglos VI-VII, del Museo Metropolitano
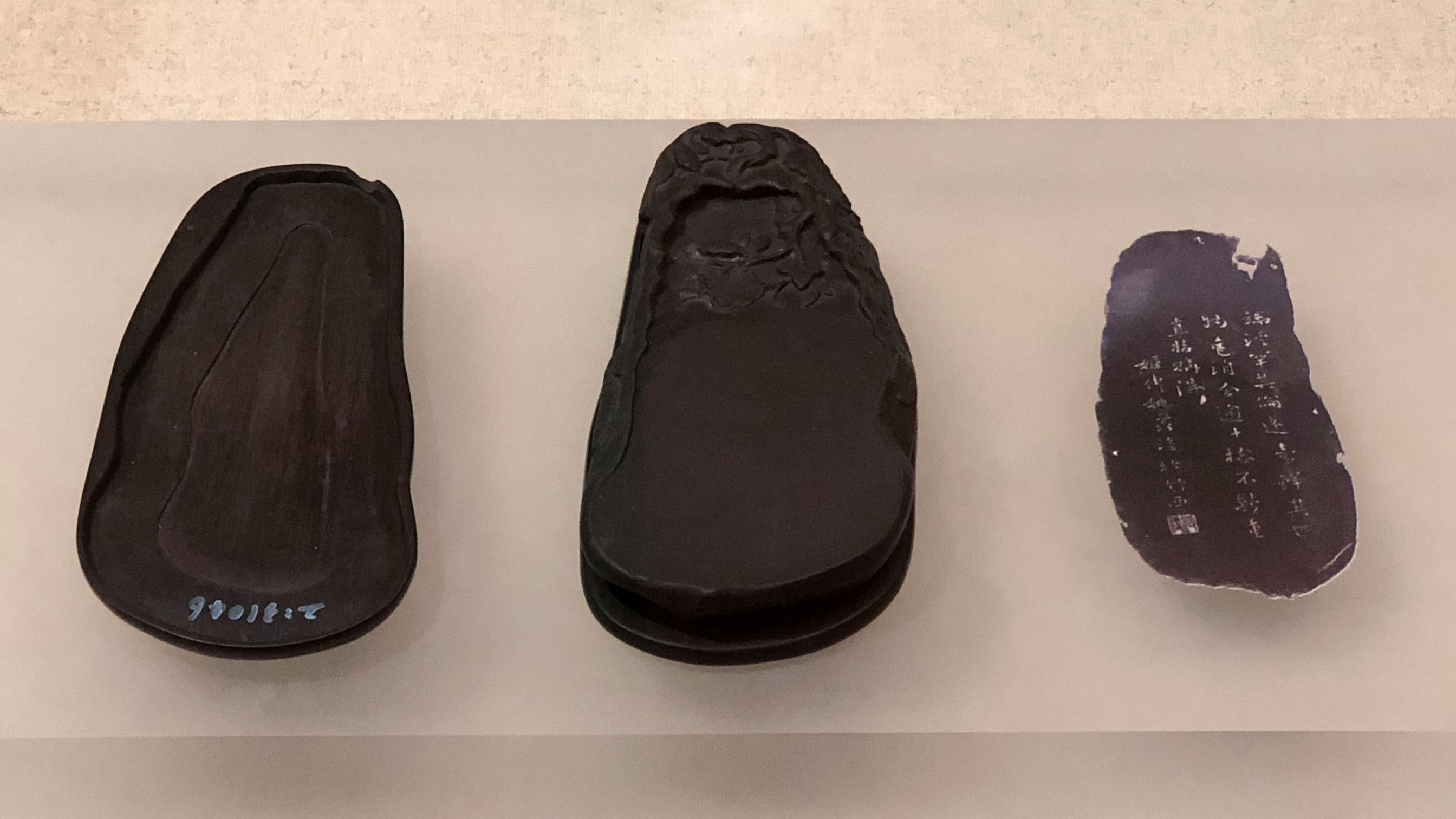
Piedra de entintar Yao Naiming
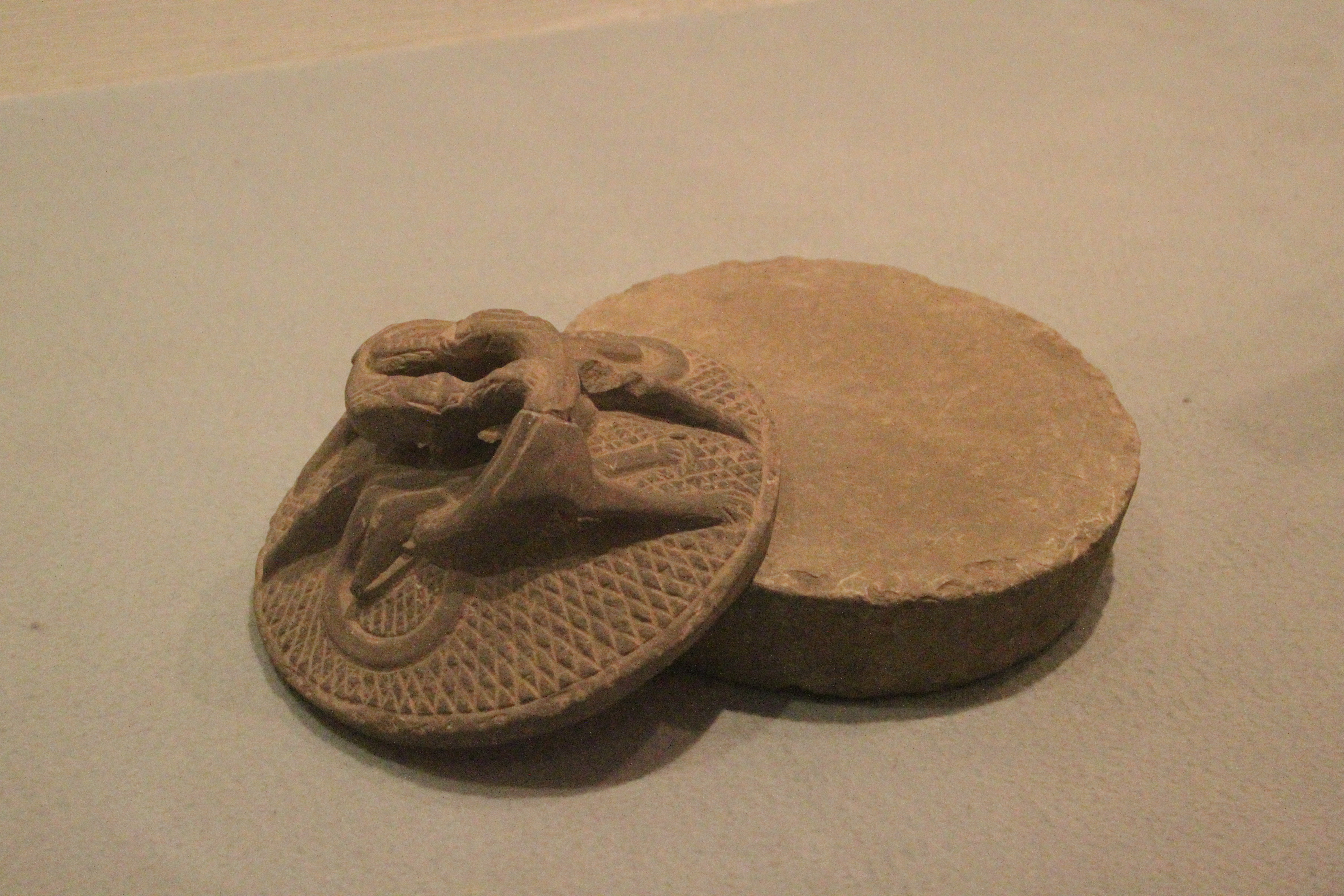
Piedra de entintar de la dinastía Jin
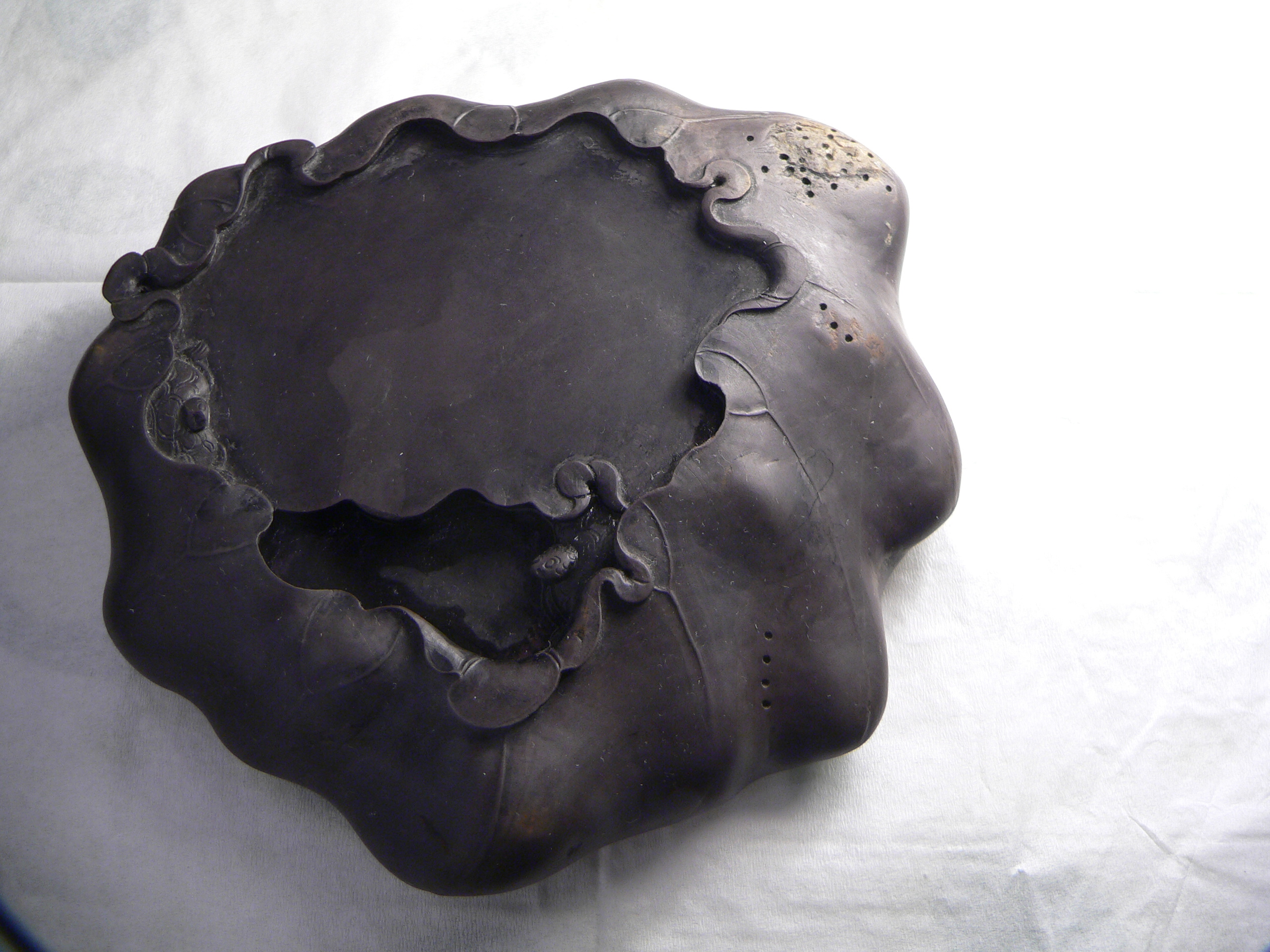
Una piedra de entintar Duan con forma de hoja de loto
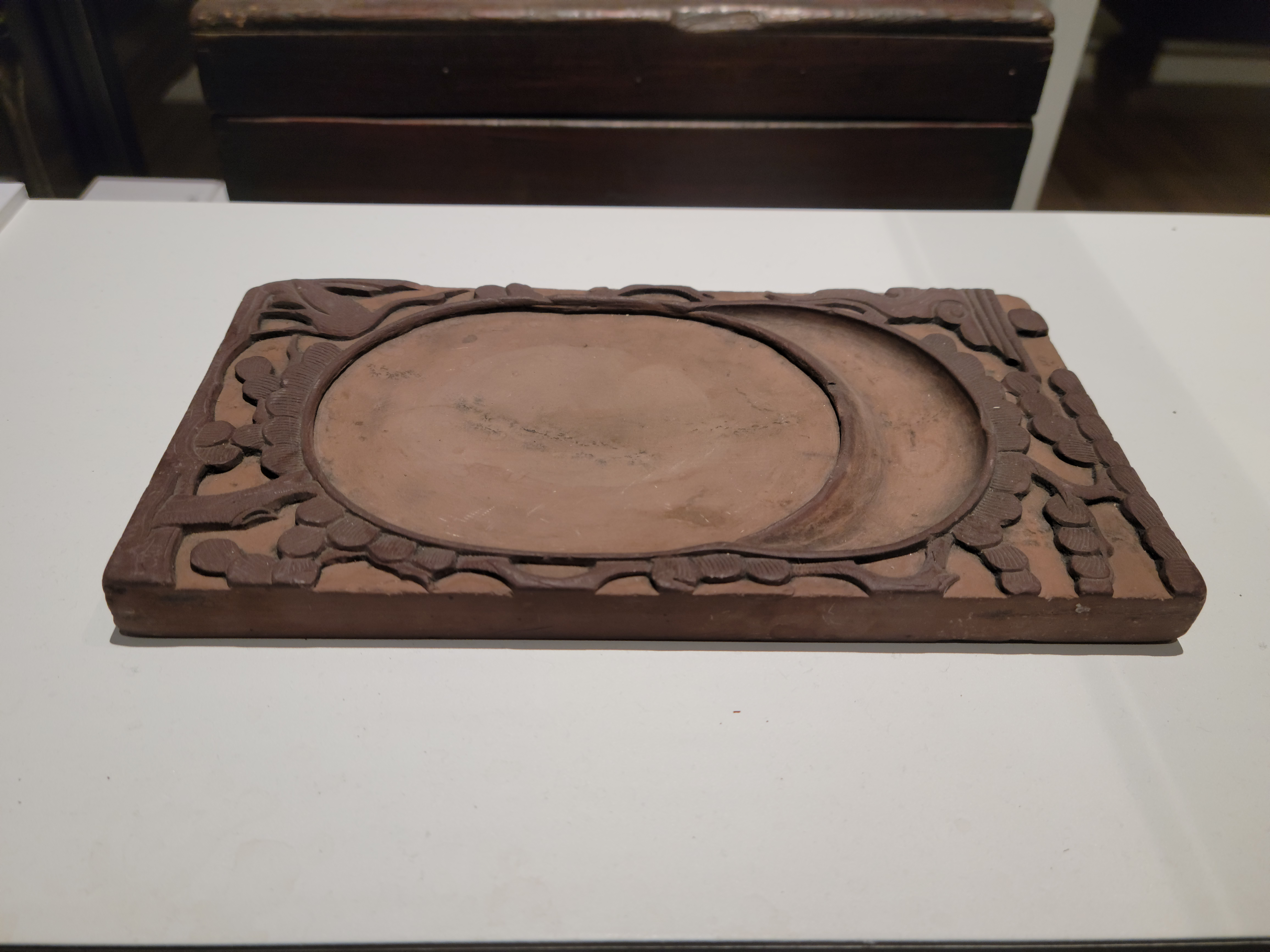
Piedra de entintar en el Museo Anyang